# Piliocalyx bullatus
Piliocalyx bullatus är en myrtenväxtart som beskrevs av Adolphe-Théodore Brongniart och Jean Antoine Arthur Gris. Piliocalyx bullatus ingår i släktet Piliocalyx och familjen myrtenväxter.
Artens utbredningsområde är Nya Kaledonien. Inga underarter finns listade i Catalogue of Life.